# Pierre Payssé
Pierre Edmond Payssé, né le 21 novembre 1873 dans le 14e arrondissement de Paris et mort le 5 décembre 1938 à Corbeil, est un gymnaste artistique français. 

## Biographie
Pierre Payssé termine quatrième du concours général des Jeux olympiques de 1900 à Paris. 
Aux Championnats du monde de gymnastique artistique 1903, il remporte la médaille d'or du concours général par équipes et la médaille d'argent en barre fixe. 
Deux ans plus tard aux Championnats du monde de gymnastique artistique 1905, il est médaillé d'or par équipes et médaillé de bronze à la barre fixe et aux barres parallèles. 
Il dispute aussi les Jeux olympiques intercalaires de 1906 à Athènes, remportant deux médailles d'or (Concours général individuel à 5 épreuves, et à 6 épreuves).
Il devient encore champion du monde de barre fixe en octobre 1920, à Paris (à confirmer).
Professeur de gymnastique au lycée Buffon, il est le fondateur et directeur sportif de Fémina Sport, un des plus importants groupements d'éducation physique féminins.